# پولوسوک
آبخوست پولوسوک یا هوک یک روستا و منطقه شهرداری در ایالت چوک، ایالات فدرال میکرونزی است.
پولوسوک یک آبخوست کوچک در بخش پایانی یک آب‌سنگ حلقوی زیر آب رفته به درازای ۵۵ کیلومتر (۳۴ مایل) است. پولوسوک بخشی از گروه آبخوست‌های پاتیو است و در ۲۴۴ کیلومتر (۱۵۲ مایل) باختر تالاب چوک قرار دارد.

## تاریخ
نخستین اروپایی که وارد آبخوست پولوسوک شد یک افسر نیروی دریایی اسپانیا به نام «خوان آنتونیو ایبراگوتیا» با کشتی «فیلیپینو» در ۱۷۹۹ میلادی بود. او نام این آبخوست را «بارتولومه» گذاشت.